# マット・シルビントン
マット・シルビントン（Matthew "Matt" Shirvington、1978年10月25日 ‐ ）は、オーストラリア・シドニー出身で短距離走を専門にしていた元陸上競技選手。自己ベストは100mが元オセアニア記録の10秒03、室内60mがオセアニア記録の6秒52。2001年エドモントン世界選手権男子4×100mリレーの銅メダリストである。
シルビントンは19歳の若さで10秒0台を複数回記録した最初の白人選手ということもあり、白人選手として初めて10秒の壁を破ることが期待された。しかし、その後は10秒0台を数回記録するものの、9秒台を記録することはできなかった。白人選手初の9秒台は2010年にフランス人のクリストフ・ルメートルが達成した。

## 経歴

### 1997年
10月11日、シドニーで開催された大会の100mで10秒29（+1.2）のジュニアオセアニア記録（当時）を樹立した。

### 1998年
9月、ヨハネスブルグで開催されたワールドカップにオセアニア代表として出場すると、男子100mで10秒07（-0.2）をマークして5位に入った。これは1994年にニュージーランドのオーガスティン・ンケティアがマークした10秒11を更新するオセアニア記録（当時）であり、1995年にダミアン・マーシュがマークした10秒13を更新するオーストラリア記録（当時）であった。
同月、クアラルンプールで開催されたコモンウェルスゲームズに出場すると、男子100m決勝で10秒03（-0.1）のオセアニア記録（当時）を樹立。自身が約1週間前にマークしたオセアニア記録を0秒04更新したが、アト・ボルドン（9秒88）、フランク・フレデリクス（9秒96）、オバデレ・トンプソン（10秒00）に次ぐ4位に終わり、0秒03差で惜しくもメダルを逃した。男子4×100mリレーでは決勝でアンカーを務め、38秒69をマークしての銅メダル獲得に貢献した。

### 1999年
3月、前橋で開催された世界室内選手権の男子60mで世界大会デビューを果たすと、予選で6秒52のオセアニア記録を樹立。準決勝は予選のタイムに迫る6秒53で突破し、この種目ではオーストラリア勢初のファイナリストになった。迎えた決勝では再び6秒52のオセアニア記録をマークしたが、モーリス・グリーン（6秒42）、ティム・ハーデン（6秒43）、ジェイソン・ガードナー（6秒46）に次ぐ4位に終わり、0秒06差でメダルを逃した。
8月、セビリアで開催された世界選手権に初出場を果たすと、男子100mで準決勝まで進出した。準決勝では同組のフランク・フレデリクスとフレディ・マヨラが棄権したため6人だけのスタートになった。4着までに入れば決勝に進出することができ、もしも決勝に進出すればオーストラリア勢として1983年ヘルシンキ大会のポール・ナラコット以来、史上2人目となる世界選手権同種目でのファイナリスト誕生だったが、シルビントンは2回フライングをして失格になってしまった。

### 2000年
9月、地元シドニーで開催されたオリンピックに初出場を果たすと、男子100mでは前年のセビリア世界選手権に続いて準決勝に進出した。準決勝では4着までに入れば決勝に進出できたが、結果は10秒26（+0.2）の組5着に終わり、4着のアジズ・ザカリとは0秒10差で決勝進出を逃した。

### 2001年
3月、リスボンで開催された世界室内選手権の男子60mで2大会連続のファイナリストになったが、6秒55の5位に終わった。
8月、エドモントンで開催された世界選手権に出場すると、男子100mでは2大会連続で準決勝まで進出するも、10秒32（-1.7）の組6着に終わり決勝進出を逃した。男子4×100mリレーでは予選と準決勝で1走を務めてラウンド突破に貢献すると、アンカー（アダム・バジル、Paul Di Bella、Steve Brimacombe、シルビントン）を務めた決勝では38秒83をマークし、アメリカ（37秒96）、南アフリカ（38秒47）、トリニダード・トバゴ（38秒58）に次ぐ4位に貢献した。その後、アメリカはリレーメンバーだったティム・モンゴメリのドーピング処分によりメダルが剥奪され、オーストラリアの順位は繰り上がり銅メダルを獲得した。
9月、ブリスベンで開催されたグッドウィルゲームズに出場すると、男子100mで10秒30（-0.3）をマークし、4位のアジズ・ザカリに同タイム着差ありで競り勝ち銅メダルを獲得した。男子4×100mリレーでも1走を務め、39秒12をマークしての銅メダル獲得に貢献した。

### 2002年
4月、オーストラリア選手権の男子100mで史上初の5連覇を達成した。

## 自己ベスト
記録欄の（　）内の数字は風速（m/s）で、+は追い風、-は向かい風を意味する。
| 種目 | 記録          | 年月日        | 場所             | 備考                                                                              |
| 屋外 | 屋外          | 屋外          | 屋外             | 屋外                                                                              |
| ---- | ------------- | ------------- | ---------------- | --------------------------------------------------------------------------------- |
| 100m | 10秒03 (-0.1) | 1998年9月17日 | クアラルンプール | オセアニア歴代2位 (元オセアニア記録) オーストラリア歴代2位 (元オーストラリア記録) |
| 200m | 20秒45 (+1.9) | 1998年8月10日 | シドニー         |                                                                                   |
| 室内 |               |               |                  |                                                                                   |
| 60m  | 6秒52         | 1999年3月7日  | 前橋             | オセアニア記録                                                                    |

## 主要大会成績
備考欄の記録は当時のもの
| 年   | 大会                        | 場所             | 種目    | 結果          | 記録          | 備考                                                                       |
| ---- | --------------------------- | ---------------- | ------- | ------------- | ------------- | -------------------------------------------------------------------------- |
| 1998 | ワールドカップ (en)         | ヨハネスブルグ   | 100m    | 5位           | 10秒07 (-0.2) | オセアニア記録 オセアニア代表                                              |
| 1998 | ワールドカップ (en)         | ヨハネスブルグ   | 4x100mR | 5位           | 38秒78 (4走)  | オセアニア代表                                                             |
| 1998 | コモンウェルスゲームズ (en) | クアラルンプール | 100m    | 4位           | 10秒03 (-0.1) | オセアニア記録                                                             |
| 1998 | コモンウェルスゲームズ (en) | クアラルンプール | 200m    | 6位           | 20秒53 (-0.2) |                                                                            |
| 1998 | コモンウェルスゲームズ (en) | クアラルンプール | 4x100mR | 3位           | 38秒69 (4走)  | 予選は3走                                                                  |
| 1999 | 世界室内選手権              | 前橋             | 60m     | 4位           | 6秒52         | オセアニア記録 (予選で同タイムを記録) オーストラリア男子初のファイナリスト |
| 1999 | 世界選手権                  | セビリア         | 100m    | 準決勝失格    | DQ            | 不正スタート                                                               |
| 1999 | 世界選手権                  | セビリア         | 200m    | 2次予選1組7着 | 20秒67 (+0.2) |                                                                            |
| 1999 | 世界選手権                  | セビリア         | 4x100mR | 予選失格      | DQ (4走)      |                                                                            |
| 2000 | オリンピック                | シドニー         | 100m    | 準決勝2組5着  | 10秒26 (+0.2) |                                                                            |
| 2000 | オリンピック                | シドニー         | 200m    | 2次予選棄権   | DNS           |                                                                            |
| 2000 | オリンピック                | シドニー         | 4x100mR | 準決勝失格    | DQ (1走)      |                                                                            |
| 2001 | 世界室内選手権              | リスボン         | 60m     | 5位           | 6秒55         |                                                                            |
| 2001 | 世界選手権                  | エドモントン     | 100m    | 準決勝2組6着  | 10秒32 (-1.7) |                                                                            |
| 2001 | 世界選手権                  | エドモントン     | 4x100mR | 3位           | 38秒83 (4走)  | 予選と準決勝は1走                                                          |
| 2001 | グッドウィルゲームズ (en)   | ブリスベン       | 100m    | 3位           | 10秒30 (-0.3) |                                                                            |
| 2001 | グッドウィルゲームズ (en)   | ブリスベン       | 4x100mR | 3位           | 39秒12 (1走)  |                                                                            |
| 2003 | 世界選手権                  | パリ             | 100m    | 2次予選1組6着 | 10秒28 (+0.6) |                                                                            |
| 2003 | 世界選手権                  | パリ             | 4x100mR | 準決勝2組5着  | 38秒90 (1走)  |                                                                            |
| 2005 | 世界選手権                  | ヘルシンキ       | 4x100mR | 予選1組4着    | 38秒65 (4走)  | 決勝進出                                                                   |
| 2006 | コモンウェルスゲームズ (en) | メルボルン       | 4x100mR | 決勝途中棄権  | DNF (4走)     |                                                                            |
| 2007 | 世界選手権                  | 大阪             | 4x100mR | 予選2組6着    | 38秒73 (1走)  |                                                                            |